# Jack McMillan (Schwimmer)

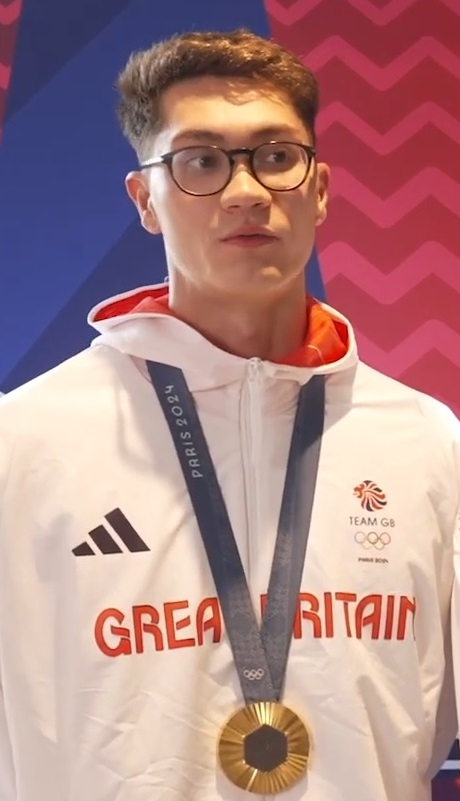
Jack McMillan als Olympiasieger 2024

Jack McMillan (* 14. Januar 2000 in Belfast) ist ein nordirischer Schwimmer, der bei Olympischen Spielen eine Goldmedaille gewann.

## Sportliche Karriere
McMillan schwamm von 2011 bis 2022 für den Bangor Swimming Club. Als Nordire musste er sich entscheiden, ob er für Irland oder für das Vereinigte Königreich schwimmen wollte. Er trat ab 2017 international für Irland an. Seit 2022 studiert er an der University of Stirling und startet seit 2023 für das Vereinigte Königreich.

### Irland
McMillan nahm 2017 an den Junioreneuropameisterschaften und an den Juniorenweltmeisterschaften für Irland teil, schwamm aber in keinem Endlauf. Dazwischen trat er für Nordirland an den Commonwealth Youth Games an. Er wurde Dritter über 200 Meter Freistil und Vierter über 100 Meter Freistil.
2019 erreichte er auch bei den Weltmeisterschaften in Gwangju keinen Endlauf. Ende des Jahres bei den Kurzbahneuropameisterschaften in Glasgow wurde er Siebter über 200 Meter Freistil. Die 4-mal-50-Meter-Mixed-Freistilstaffel mit Shane Ryan, Jack McMillan, Mona McSharry und Daniele Hill erreichte den achten Platz.
Bei den wegen der COVID-19-Pandemie aus 2020 nach 2021 verschobenen Europameisterschaften in Budapest wurden Gerry Quinn, Finn McGeever, Jordan Sloan und Jack McMillan Fünfte in der 4-mal-200-Meter-Freistilstaffel. Die irische Lagenstaffel mit Shane Ryan, Darragh Greene, Brendan Hyland und Jack McMillan erreichte gleichfalls das Finale und belegte den siebten Platz. 
Bei den ebenfalls erst 2021 ausgetragenen Olympischen Spielen in Tokio schwamm die 4-mal-200-Meter-Freistilstaffel mit Jack McMillan, Finn McGeever, Brendan Hyland und Shane Ryan die 14. Vorlaufzeit. Ende 2021 bei den Kurzbahnweltmeisterschaften in Abu Dhabi wurde McMillan Siebter über 100 Meter Freistil und Sechster mit der 4-mal-200-Meter-Freistilstaffel.
Im April 2022 gewann er über 200 Meter Freistil seinen letzten irischen Meistertitel. Bei den Commonwealth Games in Birmingham schied McMillan als Neunter der Vorläufe über 200 Meter Freistil und als Elfter im Halbfinale über 100 Meter Freistil aus.

### Vereinigtes Königreich
Nach der bei einem Nationenwechsel üblichen Sperrfrist durfte McMillan Ende 2023 bei den Kurzbahneuropameisterschaften in Otopeni erstmals für das Vereinigte Königreich antreten.
Im Februar 2024 bei den Weltmeisterschaften in Doha wurde McMillan 26. der Vorläufe über 200 Meter Freistil. Die 4-mal-200-Meter-Freistil-Staffel mit Matthew Richards, Jack McMillan sowie Max Litchfield und Joe Litchfield schwamm die sechstschnellste Vorlaufzeit. Im Finale wurden Matthew Richards, Max Litchfield, Jack McMillan und Duncan Scott Vierte, hatten aber drei Sekunden Rückstand auf die Medaillenränge. Fünf Monate später bei den Olympischen Spielen 2024 in Paris erreichte die 4-mal-200-Meter-Freistilstaffel in der Besetzung James Guy, Jack McMillan, Kieran Bird und Tom Dean das Finale mit der schnellsten Vorlaufzeit. Im Endlauf waren James Guy, Tom Dean, Matthew Richards und Duncan Scott fast sechs Sekunden schneller und siegten mit 1,35 Sekunden Vorsprung vor dem Quartett aus den Vereinigten Staaten. Alle sechs Beteiligten erhielten eine Goldmedaille.